# Аффектация
Аффектация (лат. affectatio) — согласно Словарю Ожегова: «неестественная, обычно показная возбуждённость в поведении, в речи». Словарь Чудинова для описания этого термина использует также слово «кривляние». [Синоним: напыщенность (в речи)]
В конце XIX — начале XX века на страницах Энциклопедического словаря Брокгауза и Ефрона было сказано, что при помощи аффектации люди, как правило, стремятся, с целью произвести желаемое впечатление, представить внешним образом такие чувства, которых на самом деле в настоящий момент не испытывают.
Так, например, оратор прибегает к аффектации, если, желая потрясти своих слушателей, выражением лица, жестами, тоном голоса изображает негодование или какое-нибудь другое чувство. В театре, литературе, живописи и других областях искусства, критика обычно признавала отсутствие аффектации как несомненное достоинство.